# Royella
Royella is een geslacht van slakken uit de familie van de Cerithiidae. De wetenschappelijke naam van het geslacht is voor het eerst geldig gepubliceerd in 1912 door Tom Iredale.

## Soorten
De volgende soort is bij het geslacht ingedeeld:
- Royella sinon (Bayle, 1880)